# Perelà, uomo di fumo
Perelà, uomo di fumo (Perelà, Mann aus Rauch) ist eine Oper in 10 Kapiteln von Pascal Dusapin. Dusapin schrieb das Libretto (in der Partitur dreisprachig: italienisch/französisch/englisch) selbst,
das auf der Erzählung Il codice Perelà des italienischen Futuristen Aldo Palazzeschi fußt. Die Oper erlebte ihre Uraufführung 2003 in einer Gemeinschaftsproduktion der Opéra Bastille und der Oper von Montpellier.

## Handlung
Die geheimnisvolle Hauptfigur, Perelà, ist ein Mensch aus Rauch, in 33 Jahren entstanden im Abzug einer Feuerstelle, die von drei alten Frauen unterhalten wurde, Pena, Rete, und Lama (die italienischen Worte für „Kummer“, „Netz“ und „Klinge“). Eines Tages ist die Feuerstelle verlassen. Er gibt sich selber einen Namen aus den ersten Silben der Namen seiner „Mütter“ (Pe-Re-La), zieht Schuhe an, die ihn am Boden halten und macht sich auf den Weg zu einer Stadt, die er am Horizont sieht. Auf dem Weg trifft er eine alte Frau und eine von König Torlindaos Wachen, die ihn zum königlichen Hof bringen. Dort sind alle fasziniert von der seltsamen Geschichte seiner Herkunft und seiner „Leichtigkeit“, die sie für eine einzigartige Gabe halten. Er wird bewundert und gefeiert, so sehr, dass die Königin und der Minister des Königs ihn bitten, ein neues Gesetzbuch für ihr Gemeinwesen auszuarbeiten. Eine Adlige, Marchesa Oliva di Bellonda, die den Männern abgeschworen hatte, verliebt sich in ihn. Aber dann nimmt sein Schicksal eine Wende: ein alter Diener, Alloro, verbrennt sich selbst in der Hoffnung, die Leichtigkeit Perelàs so zu gewinnen. Aufgrund der Anschuldigungen von Alloros Tochter wenden sich die Leute gegen Perelà und beschimpfen ihn als Mörder. Die Marchesa versucht zwar, ihn zu verteidigen, aber er wird zu Gefängnis verurteilt. Nach einer letzten Ansprache flieht Perelà, indem er die Schuhe auszieht: er weht durch den Kamin seiner Zelle und wird zu einer sich bewegenden Gestalt am Himmel.

## Musik
Die Partitur verlangt ein stark besetztes Orchester mit reichlichem Schlagwerk, dazu Klavier, Cembalo und elektronisch erzeugte Klänge. Der Chor wird teilweise klanglich in das Orchester integriert. Die Oper ist im Wesentlichen durchkomponiert und insbesondere im Orchesterpart extrem ausdifferenziert: vom Unisono bis zu farbenreichen Clusterpassagen, gelegentlich auch mit parodistischen Einsprengseln, die kurz Tanzmusik, Blues oder Balkanfolklore zitieren. Die Gesangspartien sind zu weiten Teilen konventioneller angelegt, überwiegend ist ein deklamatorischer Ton, allerdings mit Ausnahmen, etwa der Partie von „Alloros Tochter“, die Spitzentöne am Rand der Singbarkeit erfordert. Insbesondere die Orchester-Behandlung lässt den von Dusapin selbst deutlich bekannten Einfluss seines Lehrers Xenakis erkennen.

## Rezeption
Nach der Uraufführung gab es mehr als zehn Jahre keine weiteren Aufführungen, trotz durchaus positiver Besprechungen der Uraufführung und der daraus vorliegenden Aufnahme. Die große Orchesterbesetzung und das recht große notwendige Sängerensemble (mit allein zwei Countertenören) mögen einer Verbreitung entgegengewirkt haben. Das Staatstheater Mainz setzte die Rezeptionsgeschichte am 16. Januar 2015 fort, mit positiver Resonanz für das Werk und seine Aufführung.

## Diskographie
- Alain Altinoglu (Leitung), Chor und Orchester der Oper Montpellier: Perelà, uomo di fumo, 2005, Naive (Harmonia Mundi), im Wesentlichen in der Besetzung der Uraufführung.